# Jan Hijzelendoorn
Johannes "Jan" Hijzelendoorn (Amsterdam, 20 de març de 1929 - Uithoorn, 24 d'octubre de 1998) va ser un ciclista neerlandès, que fou professional entre 1955 i 1959. Es dedicà al ciclisme en pista, especialitzant-se en la velocitat. Com a ciclista amateur va guanyar una medalla de bronze al campionats del món de la modalitat de 1950 i va participar en dues edicions dels Jocs Olímpics d'Estiu, el 1948 i 1952.

## Palmarès
- 1948
  -  Campió dels Països Baixos amateur de velocitat
- 1949
  -  Campió dels Països Baixos amateur de velocitat
- 1950
  -  Campió dels Països Baixos amateur de velocitat
- 1951
  -  Campió dels Països Baixos amateur de velocitat
- 1952
  -  Campió dels Països Baixos amateur de velocitat
- 1953
  -  Campió dels Països Baixos amateur de velocitat
- 1954
  -  Campió dels Països Baixos amateur de velocitat